# The Ketchup Song (Aserejé)
"The Ketchup Song (Aserejé)" (hay "The Ketchup Song (Hey Hah)" ở Hoa Kỳ) là một bài hát của nhóm nhạc Tây Ban Nha Las Ketchup nằm trong album phòng thu đầu tay của họ, Hijas del Tomate (2002). Nó được phát hành vào ngày 10 tháng 6 năm 2002 bởi Altra Moda Music và Columbia Records như là đĩa đơn đầu tiên trích từ album, đồng thời là đĩa đơn đầu tay trong sự nghiệp của nhóm. Đây là một bản Latin pop và surf pop với nội dung liên quan đến một chàng trai yêu thích bài hát năm 1979 của Sugar Hill Gang "Rapper's Delight". Ngoài phiên bản gốc tiếng Tây Ban Nha, bài hát còn được phát hành với phiên bản tiếng Spanglish (kết hợp giữa tiếng Tây Ban Nha và tiếng Anh) và tiếng Bồ Đào Nha, mặc dù đoạn điệp khúc không có ý nghĩa của nó đều được giữ lại ở cả ba phiên bản.
Sau khi phát hành, "The Ketchup Song (Aserejé)" nhận được những ý kiến trái chiều từ các nhà phê bình âm nhạc, trong đó họ so sánh nó với bài hát năm 1997 của Los del Río "Macarena", một bài hát cũng trở nên nổi tiếng với một vũ điệu kèm theo. Tuy nhiên, nó đã gặt hái những thành công ngoài sức tưởng tượng về mặt thương mại, đứng đầu các bảng xếp hạng ở hơn 26 quốc gia, bao gồm nhiều thị trường lớn Úc, Áo, Canada, Pháp, Đức, Ireland, Hà Lan, Thụy Sĩ và Vương quốc Anh. Tuy nhiên, "The Ketchup Song (Aserejé)" chỉ gặt hái những thành công ít ỏi ở Hoa Kỳ, nơi bài hát chỉ vươn đến thứ 54 trên bảng xếp hạng Billboard Hot 100, đồng thời là vị trí thấp nhất của nó ở những quốc gia nó xuất hiện. Tính đến nay, bài hát đã bán được hơn bảy triệu bản trên toàn cầu, trở thành một trong những đĩa đơn bán chạy nhất mọi thời đại.
Một video ca nhạc cho "The Ketchup Song (Aserejé)" đã được phát hành, trong đó Las Ketchup trình diễn bài hát khi đang làm việc ở một quán bar ngoài bãi biển, trước khi ca hát và nhảy múa với một đám đông vây quanh tại đây. Sau khi phát hành, vũ đạo chính của nó trong video đã trở nên cực kì nổi tiếng vào đầu thập niên 2000, góp phần vào sự phổ biến của bài hát trên toàn cầu. Để quảng bá cho "The Ketchup Song (Aserejé)", nhóm đã trình diễn nó trên nhiều chương trình truyền hình và lễ trao giải lớn, bao gồm Top of the Pops, The View và giải Âm nhạc NRJ năm 2003. Sau thành công của nó, một phiên bản Giáng sinh của bài hát cũng được phát hành, với một video ca nhạc kèm theo.

## Danh sách bài hát
| Đĩa CD tại châu Âu 1. "The Ketchup Song (Asereje)" (bản Spanglish) - 3:32 2. "The Ketchup Song (Asereje)" (bản album) - 3:32 Đĩa CD maxi tại châu Âu 1. "The Ketchup Song (Asereje)" (bản Spanglish) - 3:32 2. "The Ketchup Song (Asereje)" (bản tiếng Tây Ban Nha) - 3:32 3. "The Ketchup Song (Asereje)" (bản karaoke) - 3:43 | Đĩa CD tại Hoa Kỳ 1. "The Ketchup Song (Asereje)" (bản album) - 3:32 2. "The Ketchup Song (Asereje)" (bản Spanglish) - 3:32 Đĩa CD tại Anh quốc 1. "The Ketchup Song (Asereje)" (bản Spanglish) - 3:32 2. "The Ketchup Song (Asereje)" (D-Bop Latin House Mix) - 7:21 3. "The Ketchup Song (Asereje)" (bản karaoke) - 3:43 4. "The Ketchup Song (Asereje)" (video bản bản Spanglish) - 3:30 |

## Xếp hạng
| Bảng xếp hạng (2002-03)               | Vị trí cao nhất |
| ------------------------------------- | --------------- |
| Úc (ARIA)                             | 1               |
| Áo (Ö3 Austria Top 40)                | 1               |
| Bỉ (Ultratop 50 Flanders)             | 1               |
| Bỉ (Ultratop 50 Wallonia)             | 1               |
| Canada (Canadian Singles Chart)       | 1               |
| Đan Mạch (Tracklisten)                | 1               |
| Châu Âu (European Hot 100 Singles)    | 1               |
| Phần Lan (Suomen virallinen lista)    | 1               |
| Pháp (SNEP)                           | 1               |
| Đức (GfK)                             | 1               |
| Hy Lạp (IFPI)                         | 1               |
| Hungary (Single Top 40)               | 1               |
| Ireland (IRMA)                        | 1               |
| Ý (FIMI)                              | 1               |
| Hà Lan (Dutch Top 40)                 | 1               |
| Hà Lan (Single Top 100)               | 1               |
| New Zealand (Recorded Music NZ)       | 1               |
| Na Uy (VG-lista)                      | 1               |
| Ba Lan (Polish Singles Chart)         | 1               |
| Bồ Đào Nha (Portuguese Singles Chart) | 1               |
| Romania (Romanian Top 100)            | 1               |
| Tây Ban Nha (PROMUSICAE)              | 1               |
| Thụy Điển (Sverigetopplistan)         | 1               |
| Thụy Sĩ (Schweizer Hitparade)         | 1               |
| Anh Quốc (OCC)                        | 1               |
| Hoa Kỳ Billboard Hot 100              | 54              |
| Hoa Kỳ Hot Latin Songs (Billboard)    | 1               |

| Bảng xếp hạng  | Vị trí |
| -------------- | ------ |
| France (SNEP)  | 6      |
| Ireland (IRMA) | 18     |

| Bảng xếp hạng (2002)                 | Vị trí |
| ------------------------------------ | ------ |
| Australia (ARIA)                     | 5      |
| Austria (Ö3 Austria Top 40)          | 2      |
| Belgium (Ultratop 50 Flanders)       | 1      |
| Belgium (Ultratop 40 Wallonia)       | 1      |
| Denmark (Tracklisten)                | 1      |
| Europe (European Hot 100 Singles)    | 1      |
| Finland (Suomen virallinen lista)    | 1      |
| France (SNEP)                        | 1      |
| Germany (Official German Charts)     | 1      |
| Ireland (IRMA)                       | 3      |
| Italy (FIMI)                         | 2      |
| Netherlands (Dutch Top 40)           | 1      |
| Netherlands (Single Top 100)         | 1      |
| Norway Autumn Period (VG-lista)      | 1      |
| Norway Summer Period (VG-lista)      | 15     |
| Sweden (Sverigetopplistan)           | 1      |
| Switzerland (Schweizer Hitparade)    | 1      |
| UK Singles (Official Charts Company) | 8      |
| Bảng xếp hạng (2003)                 | Vị trí |
| Australia (ARIA)                     | 8      |
| Austria (Ö3 Austria Top 40)          | 23     |
| Belgium (Ultratop 40 Wallonia)       | 62     |
| France (SNEP)                        | 24     |
| Germany (Official German Charts)     | 58     |
| Netherlands (Dutch Top 40)           | 159    |
| Sweden (Sverigetopplistan)           | 51     |
| Switzerland (Schweizer Hitparade)    | 45     |
| UK Singles (Official Charts Company) | 171    |

| Bảng xếp hạng (2000-09)              | Vị trí |
| ------------------------------------ | ------ |
| Australia (ARIA)                     | 11     |
| Austria (Ö3 Austria Top 40)          | 19     |
| France (SNEP)                        | 1      |
| Germany (Official German Charts)     | 8      |
| Netherlands (Dutch Top 40)           | 15     |
| Netherlands (Single Top 100)         | 1      |
| UK Singles (Official Charts Company) | 50     |

## Chứng nhận
| Quốc gia                                                                           | Chứng nhận  | Số đơn vị/doanh số chứng nhận |
| ---------------------------------------------------------------------------------- | ----------- | ----------------------------- |
| Úc (ARIA)                                                                          | 3× Bạch kim | 210.000^                      |
| Áo (IFPI Áo)                                                                       | 2× Bạch kim | 60.000*                       |
| Bỉ (BEA)                                                                           | 5× Bạch kim | 250.000*                      |
| Đan Mạch (IFPI Đan Mạch)                                                           | 2× Bạch kim | 16.000^                       |
| Phần Lan (Musiikkituottajat)                                                       | Bạch kim    | 15,483                        |
| Pháp (SNEP)                                                                        | Kim cương   | 1,750,000                     |
| Đức (BVMI)                                                                         | 2× Bạch kim | 1.000.000^                    |
| Hy Lạp (IFPI Hy Lạp)                                                               | 2× Bạch kim | 40.000^                       |
| Nhật Bản (RIAJ)                                                                    | Bạch kim    | 50,000^                       |
| Hà Lan (NVPI)                                                                      | Bạch kim    | 60.000^                       |
| New Zealand (RMNZ)                                                                 | 2× Bạch kim | 20.000*                       |
| Na Uy (IFPI)                                                                       | 6× Bạch kim | 0*                            |
| Thụy Điển (GLF)                                                                    | 4× Bạch kim | 120.000^                      |
| Thụy Sĩ (IFPI)                                                                     | 3× Bạch kim | 120.000^                      |
| Anh Quốc (BPI)                                                                     | Bạch kim    | 600.000^                      |
| * Chứng nhận dựa theo doanh số tiêu thụ. ^ Chứng nhận dựa theo doanh số nhập hàng. |             |                               |